# ジョーイ・ポーター・ジュニア
ジョセフ・ユージーン・ポーター・ジュニア（Joseph Eugene Porter Jr., 2000年7月26日 - ）は、アメリカ合衆国カリフォルニア州ベーカーズフィールド出身のアメリカンフットボール選手。NCAAのペンシルベニア州立大学でプレーしていた。ポジションはコーナーバック。父は元NFL選手のジョーイ・ポーター。

## 経歴

### カレッジ
ペンシルベニア州立大学3年目の2021年シーズンには50タックル、1つのインターセプトを記録。2022年のNFLドラフトへアーリーエントリーすることも検討していたが、最終的には大学に残った。
2022年シーズンは21タックルを記録し、オールファーストチームに選出された。このシーズン終了後、2023年のNFLドラフトにエントリーした。